# Robert Briscoe
Robert Briscoe (Derby, 4 settembre 1969) è un ex calciatore inglese, di ruolo difensore.

## Caratteristiche tecniche
Era un terzino sinistro.

## Carriera
Tra il 1987 ed il 1989 ha giocato nelle giovanili del Derby County, club della sua città natale, che nella stagione 1989-1990 lo ha aggregato alla sua prima squadra, militante nella prima divisione inglese. Durante la sua prima stagione con la prima squadra dei Rams Briscoe gioca 2 partite in Coppa di Lega e 10 partite in campionato, competizione in cui segna il suo primo (e di fatto anche unico) gol in carriera in competizioni professionistiche, nella partita del 24 marzo 1989 persa per 3-1 in casa contro i londinesi dell'Arsenal; fa poi parte della rosa dei bianconeri anche durante la stagione 1990-1991, chiusa con un ultimo posto in classifica e di conseguenza con una retrocessione in seconda divisione: in questa annata il terzino disputa 3 partite in Coppa di Lega e 3 partite in campionato. A fine anno si trasferisce ai semiprofessionisti del Gresley Rovers.

## Palmarès

### Club

#### Competizioni regionali
- West Midlands League: 1

Gresley Rovers: 1991-1992